# Saiko Shihan Osamu Hirano
Pour les articles homonymes, voir Hirano.
Saiko Shihan Osamu Hirano né en 1939 à Wakayama, est un karatéka japonais. Il s'entraîna au début de sa carrière en 1953 avec Maître Syozo Ujita, à l'époque Président de la GoJuKai Federation et ancien élève de Chojun Miyagi. Puis dès 1963, il poursuivit sa recherche du karaté en suivant les leçons de Maître Gogen Yamaguchi, lui-même. Il multiplia les titres de champions entre 1965 et 1969, que ce soit au Japon ou avec l'équipe nationale japonaise à l'étranger. Il est aujourd'hui 8 Dan JKF et Président de l'International Goju-Ryu Karate-Do Kuyukai. Il est aussi le fondateur de cette grande école Goju-Ryu KuYuKai.
Son souci a été de marier la dureté du Gôjû Ryû avec plus de souplesse et de fluidité. Le kata Sanchin, à ce titre, s'est vu rallongé de quelques pas et pratiqué avec une respiration beaucoup moins sonore. La contraction musculaire importante disparait également. Selon ses dires, en exécutant le kata de cette façon, on serait plus proche de ce qu'il était à l'initiale quand il fut ramené de Chine par Maître Chojun Miyagi